# Parc provincial de Midland
Le parc provincial de Midland (Midland Provincial Park) est un parc provincial de l’Alberta situé à Drumheller.
Il est situé à l'ancien site de la mine de charbon Midland. Cette mine a une explosion au milieu des années 1920 qui a tué la vie de plusieurs mineurs. Il a été constitué en parc provincial le 5 juin 1979. Il comprend le musée royal Tyrrell de paléontologie.
Il est situé à 6 km au nord de Drumheller sur la route 838 (Dinosaur Trail).
On peut y pratiquer le canoë-kayak, la pêche, l'observation de la faune et la randonnée pédestre à travers les saules et les peupliers sur les rives de rivière La Biche. On y trouve entre autres, un ancien site minier, des gisements fossilifères et le musée royal Tyrrell de paléontologie.